# Todd Bridges
 (juin 2019).
Si vous disposez d'ouvrages ou d'articles de référence ou si vous connaissez des sites web de qualité traitant du thème abordé ici, merci de compléter l'article en donnant les références utiles à sa vérifiabilité et en les liant à la section « Notes et références ».
Todd Bridges, né le 27 mai 1965 à San Francisco en Californie, aux États-Unis, est un acteur américain. Il est connu pour son rôle de Willy dans la série télévisée Arnold et Willy.

## Enfance
Jeune, Todd Bridges est souvent battu par son père.

## Succès avec la sérieArnold et Willy
Surnommé Bud Bone, Todd Bridges est connu en France pour avoir joué le rôle de Willy (« Willis » dans la version originale) Jackson dans la série Diff'rent Strokes (Arnold et Willy) durant les années 1980. Après avoir été un enfant-star, il se met à dériver au désespoir de sa famille. Il est le seul survivant des quatre acteurs principaux de la série, après la mort de Dana Plato (Virginia) en mai 1999, de Gary Coleman (Arnold) en mai 2010 et de Conrad Bain (Monsieur Drummond) en janvier 2013.
Par la suite, Bridges révèlera avoir subi des abus sexuels de la part de son agent, qui s'avère être membre de son entourage familial. Fortement perturbé par les agressions sexuelles répétées qu'il subit de la part de ce dernier, il admettra dans ses mémoires que ces viols l'avaient, à l'époque, désorienté sur sa sexualité. Bridges révèlera, bien des années plus tard, que les relations sexuelles qu'il a eues avec la co-vedette Dana Plato dont il est très proche, l'avaient convaincu du caractère repréhensible des agissements de son agent,. Il décide alors de le dénoncer auprès de ses parents, mais son père, dont il était la cible de brutalité, refusa de le croire,,. 
Par ailleurs, Bridges révèle également que Plato l'avait initié à la consommation de drogues.

## Problèmes judiciaires après la fin de la série
Depuis la fin de la diffusion de Diff'rent Strokes, ruiné et sans emploi, Todd Bridges est devenu cocaïnomane. Selon lui, son comptable lui avait volé tous ses revenus, et il s'est mis à dealer de la drogue pour régler ses dettes.
En 1986, il est arrêté après avoir refusé de payer une facture à un garagiste et pour l'avoir menacé de mort avec une arme. En 1988, il est arrêté après être soupçonné d'avoir tiré sur un dealer. Il passe neuf mois en détention provisoire. Il est libéré contre une caution de 25 000 $ et attend son procès. Il décroche un nouveau rôle. Il est de nouveau arrêté en 1990 avec 48 grammes de cocaïne. Les charges sont abandonnées, faute de preuves. Il comparaît de nouveau devant le tribunal en 1990 pour l'affaire du meurtre du dealer. Il est acquitté du meurtre, mais il est condamné pour détention d'armes. En 1992, il est arrêté pour possession de méthamphétamine et possession d'armes, il attend son procès. Le 7 mars 1993, Bridges poignarde un de ses locataires à la suite d'un loyer impayé. La justice estime qu'il a agi en légitime défense, car son locataire l'a attaqué avec un sabre. Dans l'affaire de possession de stupéfiant et d'armes, il est condamné à 90 jours dans un centre de désintoxication. Il en ressort désintoxiqué. En 1997, il a de nouveau eu des ennuis avec la justice pour avoir frappé l'un de ses collègues.

## Reprise en main
Todd Bridges est très actif au sein de la communauté protestante et anime régulièrement des rencontres de prévention contre la drogue avec les jeunes dans les écoles ou à l'église.[réf. nécessaire]
Todd Bridges se marie le 25 mai 1998 avec Dori Smith, elle-même actrice. De cette union est né un fils, Spencer Todd Bridges, Jr. Cependant, après 14 ans de mariage, le couple se sépare d'un commun accord en mai 2012.
Todd Bridges a participé en 2008 à l'émission Hulk Hogan's Celebrity Championship Wrestling et a pris le surnom de « Mister Not So Perfect ».
Il a publié son autobiographie, Killing Willis, où il raconte son enfer : la maltraitance, les abus sexuels, la drogue...

## Filmographie

### Cinéma
- 1988 : Bons Baisers de L'au-delà (Twice Dead) de Bert L. Dragin : Petie
- 1989 : Touche pas à ma fille (She's Out of Control) de Stan Dragoti : Water Man
- 1992 : Homeboys de Lindsay Norgard : Johnny Davis
- 1996 : Gangstaz d'Ace Cruz : Tyrone
- 1997 : A Day in the Life of Mia de Betty A. Bridges : Richard
- 1997 : A Devil Disguised de Jimmy Bridges : Thomas
- 1997 : Busted (en) de Corey Feldman : Billy
- 1997 : The Girl Gets Moe de James Bruce : Dr Glick
- 1998 : FlatOut de John Sjogren : Dr Acosta
- 2001 : Dumb Luck de Craig Clyde (en) : Lincoln
- 2001 : Flossin de Jimmy et Todd Bridges : Terry
- 2002 : Scream at the Sound of the Beep de Abner Z : Lamar
- 2002 : Baby of the Family de Jonee Ansa : Ted
- 2002 : Pacino is Missing d'Eric M. Galler : Harrison Dodge
- 2002 : Welcome to America de Rish Mustaine et John Sjogren : Easy T
- 2002 : The Beach House de Carmine Cangialosi et Steve Race : Todd
- 2003 : Black Ball de Jimmy et Todd Bridges : Billy
- 2004 : Curse of the Maya de David Heavener : Herardo
- 2005 : Issues de Van Elder : Carson
- 2005 : Treasure n tha Hood de Greg Carter : Henry Nails
- 2007 : Frankie D de Rosemary Edelman : Frankie D
- 2008 : Darkroom de Joshua Tai Taeoalii : Charles the Barkeep
- 2009 : Hollywood Horror : Night Watchman
- 2009 : I Got Five on it Too de Eduardo Quiroz et Jose Quiroz : Jimmy
- 2012 : Crazy Dad : Lui-même

### Télévision
- 1975 : The Orphan and the Dude (téléfilm) : Leonard Brown
- 1975 : Barney Miller (série télévisée) : Truman Jackson
- 1977 : Racines (Roots) : Bud
- 1977 : A Killing Affair (téléfilm) : Todd York
- 1977 : La Petite Maison dans la prairie (The House on the Prairie) (série télévisée) saison 3, épisode 18 (La sagesse de Salomon (The Wisdom Of Solomon)) : Salomon Henry
- 1977-1978 : Fish (en) (série télévisée) : Loomis
- 1977-1978 : La Famille des collines (The Waltons) (série télévisée) : Josh
- 1978 : La croisière s'amuse (The Love Boat) (série télévisée) : Michael JR
- 1978-1986 : Arnold et Willy (Diff'rent Strokes) (série télévisée) : Willy Jackson
- 1979 : Return of the Mod Squad (téléfilm) : Jason Hayes
- 1980 et 1981 : Here's Boomer (en) (série télévisée) : Benny
- 1983 : High School U.S.A. (téléfilm) : Otto Lipton
- 1999 : Los Angeles Heat (L.A. Heat) (série télévisée) : Trevor
- 2000 : The Darkling (téléfilm) : Baron
- 2001 : Son of the Beach (série télévisée)
- 2003 : Le Chien fantôme (Ghost Dog: A Detective Tail) (téléfilm) : Power Plant Guard
- 2005 : Alien Express (en) (téléfilm) : Peter
- 2007-2009 : Tout le monde déteste Chris (Everybody hate Chris) (série télévisée) : Monk